# Zane Weir
Zane Weir (Amanzimtoti, Sudáfrica, 7 de septiembre de 1995) es un deportista italiano que compite en atletismo, especialista en la prueba de lanzamiento de peso.
En los Juegos Europeos de Cracovia 2023 consiguió una medalla de oro en su especialidad. Ganó una medalla de oro en el Campeonato Europeo de Atletismo en Pista Cubierta de 2023.
Participó en los Juegos Olímpicos de Tokio 2020, ocupando el quinto lugar en el lanzamiento de peso.

## Palmarés internacional
| Juegos Europeos                      | Juegos Europeos    | Juegos Europeos | Juegos Europeos |
| Año                                  | Lugar              | Medalla         | Prueba          |
| ------------------------------------ | ------------------ | --------------- | --------------- |
| 2023                                 | Chorzów (Polonia)  | Medalla de oro  | Peso            |
| Campeonato Europeo en Pista Cubierta |                    |                 |                 |
| Año                                  | Lugar              | Medalla         | Prueba          |
| 2023                                 | Estambul (Turquía) | Medalla de oro  | Peso            |